# Xanthorrhoea acanthostachya
Xanthorrhoea acanthostachya is een grasboom uit de familie Xanthorrhoeaceae. De soort komt voor in westzuidwesten van West-Australië.
Het is een vaste plant die een hoogte kan bereiken tussen 0,8 en 3 meter hoogte. De soort bloeit tussen augustus en december en heeft cremekleurige bloemen. De plant komt verspreid voor langs de westkust van West-Australië, in de regio's Wheatbelt, Peel en South West. Het verspreidingsgebied strekt zich uit van Coorow in het noorden tot Capel in het zuiden, waar deze groeit op zandige bodems met laterisch grind.